# Liste des épisodes d'Angela Anaconda
 (mars 2025).
Si vous disposez d'ouvrages ou d'articles de référence ou si vous connaissez des sites web de qualité traitant du thème abordé ici, merci de compléter l'article en donnant les références utiles à sa vérifiabilité et en les liant à la section « Notes et références ».
Cet article présente la liste des épisodes de la série télévisée d'animation Angela Anaconda du 5 octobre 2003 au 11 octobre 2003 sur Télétoon.
En France, la série est diffusée sur Canal+ et France 2 puis au Royaume-Uni sur CBBC depuis le 6 janvier 2004.
Aux États-Unis, la série est diffusée depuis le 18 janvier 2004 sur Jetix puis rediffusée sur Disney Channel. Elle est diffusée sur PBS depuis le 7 octobre 2003.

Au Canada, elle est diffusée depuis le 3 novembre 2003 sur CBC puis rediffusée sur YTV.

## Saisons 1 (2003)
1. Les Bêtes noires (Pet Peeves)
2. Les Rats courageux (Rat Heroes)
3. Brise-glace (Ice Breakers)
4. Un Sujet de vanité (You're so Vain)
5. La Remplaçante (The Substitute)
6. Un Modèle de conduite (Model Behavior)
7. Gagner son ciel (Touched by an Angel-a)
8. Un Amour de chien (Puppy Love)
9. Le Voleur de cœurs (Who's Sari Now)
10. Il faut sauver le soldat Georgie (Saving Private Gordy)
11. Amis des beaux jours (Fairweather Friends)
12. Une Conscience tortu-rée (Turtle Confessions)
13. De Cape et d'épée (Cloak and Dagger)
14. Le Chien les a mangés (The Dog Ate It)
15. Mythe de banlieue (Hot Bob & Chocolate)
16. La Guerre des pizzas (Pizza Wars)
17. Collée à toi (Stuck on You)
18. Difficile à avaler (Hard to Swallow)
19. À la pêche (Gone Fishing)
20. La Revanche des citrons (Gina Jackie Joyner)
21. Ma Belle Lulu (My Fair Lulu)
22. Johnny n'habite plus ici (Johnny Doesn't Live Here Anymore)
23. Le Blues des toilettes (Bathroom Blues)
24. L'Ore-dure (Garbage Swingers)
25. La Fille de Mapperson (Mapperson's Daughter)
26. Bisbille au quadrille (Big Ho-Down)
27. Tables difficiles (Rough Times Tables)
28. Œuvre d'art (Works of Art)
29. Angénéalogie (Angela Who)
30. Histoire à dormir debout (Rockabye Abatti)
31. Angela se met au vert (Green with Envy)
32. Doublée par une doublure (Two Can Play)
33. On Coupe les cheveux en quatre (Cut to the Chase)
34. Sale boulot (Dirty Work)
35. Super Maman (Super Mom)
36. Une Absence remarquée (Skipping Lessons)
37. Une Vue imprenable (View to a Brinks)
38. Nanette perd pied (Injury to Insult)
39. Le Martyre de Sainte Nanette (The Martyrdom of Saint Nanette)
40. Le Passage (The Crossing)
41. Tout Travail mérite salaire (Labor Pains)
42. Cyrano d'Angela (Cyrano D'Angela)
43. Insecticide (Crazed and Confused)
44. Drôle de couple (Strange Bedfellows)
45. Tout le monde aime Gina (Everybody Loves Gina)
46. La Loi est dure (Halls of Justice)
47. Fièvre de cabine (Cabin Fever)
48. La Vie est un roman (Don't Overdue It)
49. Vrai ou faux (Kar-Lean on Me)
50. La Vie de famille (Slice of Life)
51. La Boucle de Nanette (The Nanette Lock)
52. Le Char de Georgie (Gordy Floats)

## Saisons 2 (2004)
1. Le Grand prix (Vicious Cycle)
2. La Chasse aux voleurs (To Catch a Thief)
3. Un Échange surprenant (French Connection)
4. La Liste (The List)
5. Libérez les insectes (A Bug Responsibility)
6. Le Pogo (Pogo-A-Go-Go)
7. La Guerre des neiges (Snow Mercy)
8. Trahie (Be-Trayed)
9. L'Arnaque d'Earhart (Earhart's Heirloom)
10. La Grèce antique (Ancient Greeks)
11. Point de non-retour (Brinks of no Return)
12. Opération menace masquée (Operation Ringside)
13. Entente cordiale (Eating with the Enemy)
14. La Reine du brocoli (Brocc-Fest)
15. Tous pour un (All for One)
16. Oncle Nicky rajeuni (Uncle Nicky's Midlife Crisis)
17. Vive Bob le cosmonaute (On the Humanatees)
18. Une Blague piquante (In a Pepper Pickle)
19. Qui a peur ? (Boo-Who??)
20. La Hantise d'Angela Anaconda (The Haunting of Angela Anaconda)
21. La Lionne et la belette (The Lion, The Witch, and the Weasel)
22. La Malédiction de la momie (Curse of the Mummy)
23. La Journée de la dinde (No Thanksgiving)
24. L'Arbre généalogique (Family Tree)
25. Adieu Madame le Professeur (Goodbye Mrs. Brinks)
26. La Dame aux oiseaux de Tapewater Springs (The Birthday of Tapwater Springs)
27. Échange de cadeaux (Secret Santa)
28. Hourra, c'est Hanoukkah ! (The Chanukah Story)
29. Retour à l'expéditeur (Return to Sender)
30. Les Jeunes talents (I Wanna Mold your Band)
31. Au Golf (Don't be Caddie)
32. Les Chiots de Rex (The Pup who would be King)
33. L'Échange gastronomique (Cheese under Pressure)
34. Georgie dans les Rangerettes (Troop or Consequences)
35. Carmella et Louise (The Great Granny Grudge)
36. Salle des nouvelles (News at Eleven)
37. La Fille qui a toutes les réponses (The Girl with all the Answers)
38. Les Meilleures places (Good Seats)
39. Abra-abatti (Abra-Abatti)
40. Stupide Cupidon (Stupid Cupid)
41. Georgie dans la bulle en plastique (Gordy in the Plastic Bubble)
42. Le Camp d'Anaconda (Camp Anaconda)
43. Le Silence de Georgie (Sound of Silence)
44. Johnny apprend le swing (Johnny Learns to Swing)
45. Bonne Vendeuse (Firm-A-Foam)
46. Pour l'Amour du jeu (For the Love of the Game)
47. Le Fruit de nos labeurs (Jiggly Fruit Classic)
48. Course automobile (RaceCar Race)
49. La Saison du surf (Surf's Up)
50. Satané chien (Dog Gone It)

## Saisons 3 (2005)
1. L'Enfance à vendre (Childhood for Sale)
2. Yéti ou pas (The Best is Yeti to Come)
3. Attention, chiens méchants (Canine to Five)
4. Il n'y a rien comme un bouquin (Yellow Book Road)
5. Jimmy Jamal, Super Blatte (Jimmy Jamal, Super Beetle)
6. Monsieur Meuhoui (I'm with Stupid)
7. Disco Georgie (Saturday Night Gordy)
8. Derek et sa moitié (Derek's Better Half)
9. Les Nouveaux voisins (There Goes the Neighborhood)
10. L'Angela de la nuit (Open all Night)
11. Des Farces qui s'attrappent (Pranks for the Memories)
12. Camp de l'espace (Space Camp)
13. Bébé Lulu jure (The Curse of Baby Lulu)
14. Drôles de photos (Funny Photos)
15. Hurle avec les loups (Nonna's Lib)
16. Feuilleton Scolaire (All my Students)
17. Jour de neige (There's no Day like Snow Day)
18. Le Jeu de hockey (The Puck Stops here)
19. Angela se mouille (Diving Miss Angela)
20. Pièce de musée (Window Pain)
21. Les Travailleurs du burger (Part Time Jerks)
22. Sur un Arbre perché (Out on a Limb)
23. La Prise d'Angela (Enter Angela)
24. Chaussure à ses pieds (If the Shoe Fits)
25. Docteur Canardani (Dr. Ducksworthy)
26. Ne dis pas de mal (Speak no Evil)
27. Refus de se disputer (The Non-Non Fight)
28. C'est à en perdre la tête (Driving me Crazy)